# Hochstrasser Norbert
Hochstrasser Norbert (Vác, 1979. augusztus 2.) az Aikido Shurenkan Dojo alapítója és vezetője (dojocho), a Shurenkan Aikido Sportegyesület elnöke, az Aikikai Hungary Nemzeti ügyvivője.

## Korai évek
Az általános iskolát Vácon a Petőfi Sándor Általános Iskolában végezte, a középiskolát a Király Endre Szakmunkásképző és Szakközépiskolában illetve a Boronkay Gimnáziumban végezte.

## Szakmai pályafutása
1994-ben Vácott kezdett aikidót tanulni Dóczi Sándor tanítványaként, majd 1999-ben 10 napot töltött Japánban, és többek közt részt vett a Kobayashi Dojok 30 éves évfordulója alkalmából rendezett szemináriumokon, valamint ünnepségeken és a 37. Japán Aikido Bemutatón (37th All Japan Aikido Demonstration). 2000-től 2003-ig Szabó Balázs irányítása alatt gyakorolta az aikidot, majd megalapította az Aikido Shurenkan Dojot. 2002-től 2006 novemberéig a Magyarországi Kobayashi Dojok Egyesületének Elnökségi tagja volt.
2005-ben részt vett a Németországban megrendezett Világjátékok aikidoval kapcsolatos eseményein. 2007 őszén 8 napot töltött Japánban, mely idő alatt a Kobayashi dojoban edzett. 2009 nyarán ismételten Japánba utazott, ezúttal 9 napra, mely idő alatt a Kobayashi dojo edzésein vett részt, valamint ukeként szerepelt a Honbu dojoban megrendezett dan-vizsgákon. 2009 szeptemberétől 2010 júniusáig a Piliscsabán található Aikido Doshinkan Dojo szakmai felügyelője volt. 2011-ben 7 napra Japánba utazott, ahol látogatást tett az Aikido Kobayashi Dojo (Japán, Tokió) magas rangú oktatóinak edzésein, valamint részt vett az Aikido Masuda Dojo megnyitó ünnepségén. 2012 áprilisában Masuda Manabu (6. dan) Sensei előtt megszerezte 4. danfokozatát. 
2013 januárjától önálló kyu vizsgáztatási jogot kapott Kobayashi Hiroaki (6. dan) senseitől a Tokiói székhelyű Aikido Kobayashi Dojok vezetőjétől - dojocho. 2013 júliusában 11 napot töltött Japánban. Ezen idő alatt részt vett az Aikido Igarashi Dojo 30. évfordulós rendezvényén, ahol sok magas rangú shihan mellett találkozott a jelenlegi doshuval Ueshiba Moriteru senseivel is. Ezenkívül a kint töltött idő alatt részt vett a Aikido Kobayashi Dojo által, az Aikido Honbu Dojoban megrendezett dan vizsgákon. Ezt követően Masuda Manabu Shinannal (6. dan) és egy tanítványával (Horváth Péter) megmászta a Fuji-t.
2013 novemberében munkája elismeréseként a Sportági Szövetség a Magyar Aikidoért (SSZMA) szervezet Urban Aldenklint (6. dan, Aikikai Shihan) támogatásában Shidoin címet adományozott neki. A Sportági Szövetség a Magyar Aikidoért szervezet vezetőségi, és ügyvivő testületi tagja. 2014 őszén részt vett az Aikido Kobayashi Dojo 45 éves évfordulós rendezvényén Kiotóban.
2015. május 21-én hivatalosan elfogadta és nyilvántartásba vette a Magyar Kereskedelmi és Iparkamara, valamint a Nemzetgazdasági Minisztérium az általa kidolgozott és benyújtott (a Shurenkan Aikido Sportegyesület, valamint az SSzMA támogatását élvezve) Aikido szakoktatói programkövetelményt.
2015. augusztus 31-én Shidoin titulust kapott az Aikikai Hungary szervezettől, mely Magyarország legnagyobb aikido szervezete, és a Hombu dojo hivatalos tagja. 2015. október 10-én Ugyanezen szervezet (Aikikai Hungary) Nemzeti ügyvivővé és egyben Vezető ügyvivőjévé választotta.
2016 szeptemberében többedmagával részt vett és képviselte a Shurenkan Aikido Sportegyesületet Kobayashi Yasuo shihan (8. dan) 80. születésnapja alkalmából rendezett edzőtáboron Japánban, Yamanakako-ban.
2016. szeptember 27-től a magyar kétfős delegáció tagjakén részt vett a 12. IAF kongresszuson (Japán, Takasaki), mely eseményen a nemzetközi szövetség egyöntetű szavazással tagként felvette az Aikikai Hungary ernyőszervezetet, mely ezt követően Magyarország kizárólagos képviselőjévé vált a Nemzetközi Aikido Szövetségeben (IAF).
2023 januárjától az Aikido for Ukraine projekt egyik nagykövetévé nevezik ki.

## Eredmények
- 2001-ben szerezte meg első dan fokozatát.
- 2004-ben 2. dan fokozatra tett vizsgát.
- 2007-ben a Zánkai nyári edzőtáboron Kobayashi Hiroaki (6. Dan) Sensei előtt megszerezte 3. danfokozatát.
- 2012 áprilisában Masuda Manabu (6. Dan) Sensei előtt megszerezte 4. danfokozatát.
- 2018 Ueshiba Moriteru Doshu 5. dan fokozatot adományoz neki.
- 2024-ben megkapja Ueshiba Moriteru Doshu-tól a 6. dan fokozatot.[1]